# ヘルムート・フーデル
ヘルムート・フーデル（Helmut Hudel、1914年7月4日 - 1985年3月11日）はナチス・ドイツの軍人。ドイツ国防軍陸軍装甲兵大佐。

## 経歴
1914年7月4日に、ヘッセン州ラウンハイムに生まれる。
1936年に装甲兵少尉に任官。第7戦車連隊に配属され、1938年1月からポツダム士官学校の教官となる。1940年7月、第7戦車連隊に戻り、1941年7月からバルバロッサ作戦に戦車小隊長として参加する。ミンクス、スモレンスクでの包囲戦で素晴らしい戦果を上げる。1942年3月に装甲兵大尉へと昇進し、5月27日に騎士十字章を授与される。12月に戦局が破局し始めていた北アフリカのチュニジアに第10装甲師団が派遣され、彼も第7戦車連隊第1大隊長として参加する。圧倒的な物量で攻勢にでるアメリカ軍に奮闘し、1943年4月2日に柏葉騎士十字章を、219番目に授与された。チュニジアからの脱出を命じられた後、1944年初頭にティーガーI戦車で構成される第508重戦車大隊長となる。12月にグロースドイッチュラント師団の予備戦車訓練大隊長に就任、1945年3月には戦車教導連隊長となり、レマーゲンでの戦闘後、ルール・ポケットでアメリカ軍に降伏する。
1985年に死去。